# Mora (frutto)

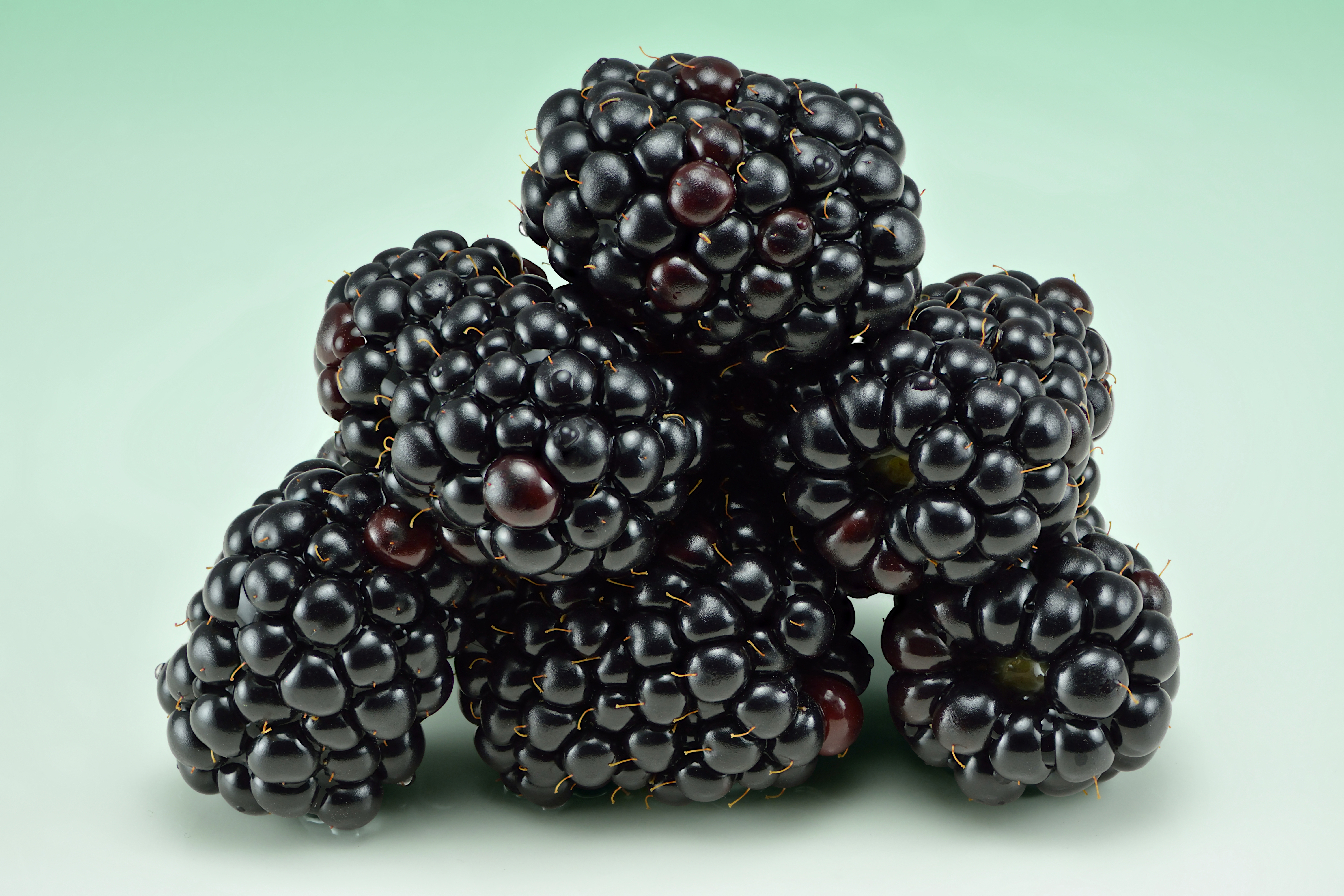
More

La mora (o anche mora di rovo) è il nome comune dato al frutto di diverse varietà del genere Rubus e incluso nella categoria commerciale dei frutti di bosco. Dal punto di vista botanico è una polidrupa.
Le more si distinguono dai lamponi (le cui piante appartengono allo stesso genere Rubus ma ad una diversa specie) perché, quando si raccoglie una mora, il ricettacolo rimane attaccato al frutto, mentre nel lampone il ricettacolo rimane sulla pianta, lasciando una cavità nel frutto. Il lampone è una polidrupa.
Il termine mora o più propriamente mora di gelso si usa anche per indicare i frutti di specie del genere Morus che botanicamente sono dei frutti composti del tipo sorosi.

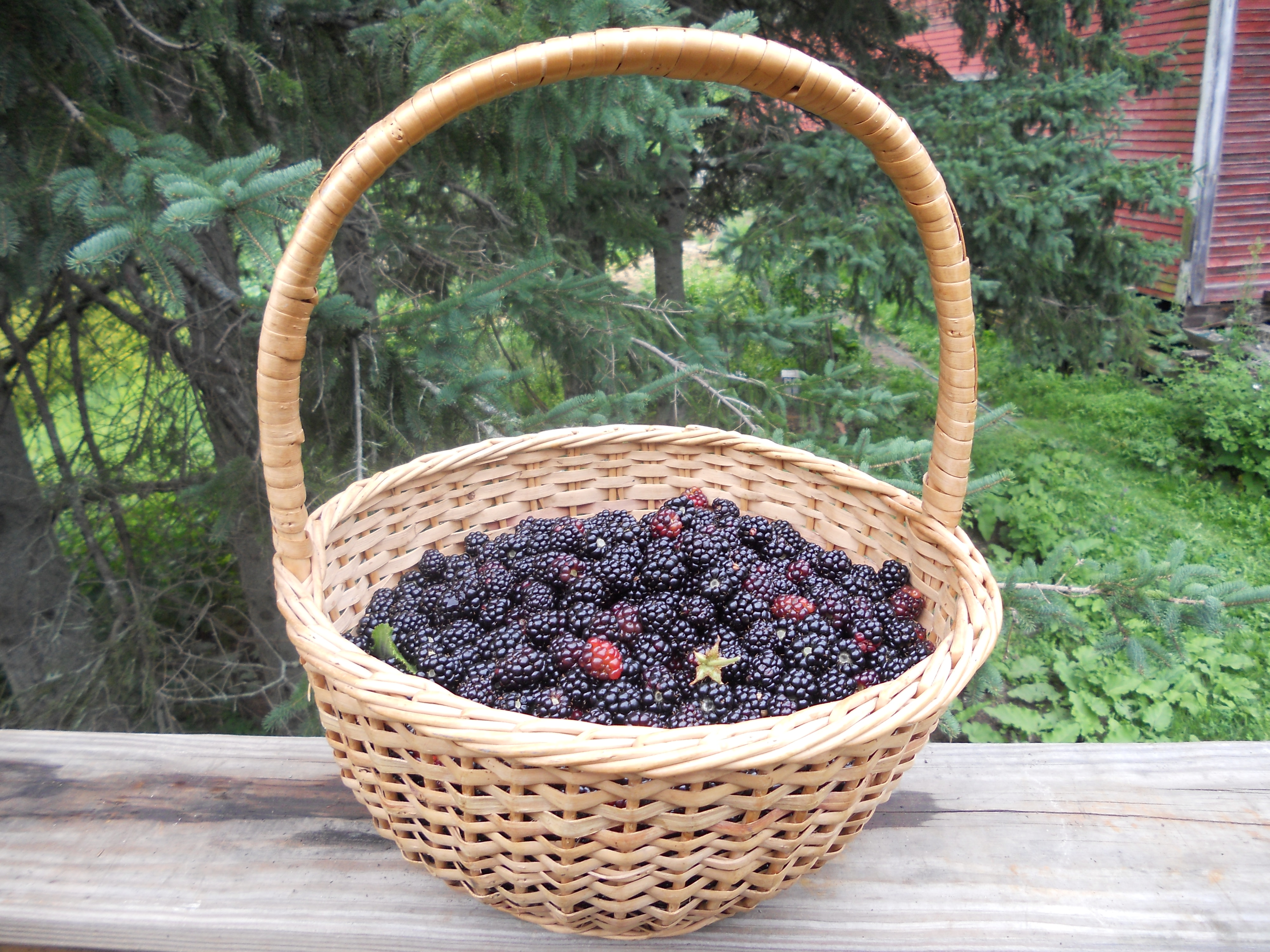
Un cestino di more selvatiche.

## Caratteristiche
Le more sono piante perenni, tipicamente con produzione biennale ed un sistema radicale perenne.
Nel suo primo anno di vita, si crea il primocane, un fusto principale che cresce vigorosamente sino alla lunghezza di 3-6 metri (in alcuni casi sopra i 9 metri) con un tralcio composto da foglie palmate con cinque o sette foglioline; questo non produce fiori. Nel secondo anno, il primocane diventa un floricane e non cresce più in lunghezza ma crea dei cacchi laterali fiorenti. Tra il primo ed il secondo anno iniziano inoltre a svilupparsi le prime spine, anche se la maggior parte delle specie coltivate di more attualmente si presenta senza spine, frutto di una selezione operata dall'uomo. L'Università dell'Arkansas ha sviluppato un tipo di primocane che cresce, fiorisce e fruttifica già il primo anno.
I tralci, quando toccano il terreno, tendono spesso a radicare a loro volta, diffondendosi così vigorosamente e crescendo facilmente anche in boschi, macchie, colline, siepi e anche in terreni particolarmente poveri, colonizzando da subito aree non coltivate e fossi.
I fiori sono prodotti dalla tarda primavera all'inizio dell'estate su brevi racemi. Ogni fiore è largo dai 2 ai 3 cm di diametro con cinque petali bianchi o rosa chiari.

### Valori nutrizionali
I valori nutrizionali della mora di rovo sono i seguenti, per 100 g di alimento:
- Acqua 88,15 g
- Carboidrati 9,6-10,2 g
- Proteine 1,4 g
- Grassi 0,5 g
- Valore energetico 43 kcal

### Composizione del seme
Le more contengono diversi grandi semi che spesso non sono graditi dai consumatori. I semi contengono un olio ricco di omega 3 e omega 6 oltre a proteine, fibre, carotenoidi, ellagitannini e acido ellagico.

## Storia
Una delle prime testimonianze del consumo di more nella storia dell'uomo si fa risalire ai resti della donna di Haraldskær, una mummia di palude naturalmente conservata di una donna danese risalente a circa 2500 anni fa. L'analisi sul corpo ha rivelato la presenza di more nello stomaco della donna assieme ad altri cibi. L'uso di more per creare vini e cordiali è documentato nella London Pharmacopoeia sin dal 1696. Come cibo, le more hanno una storia lunga nella realizzazione di torte, marmellate e gelatine per uso alimentare.
L'uso delle more per scopi medici è stato particolarmente attivo nella storia della medicina occidentale. Gli antichi greci, altri popoli europei ed i nativi americani hanno adoperato da sempre varie parti delle piante per diversi trattamenti. La masticazione delle foglie o il loro uso come decotto per la realizzazione di tè era di uso comune tra gli indios per la cura di malattie e malesseri. Un tè ricavato dalla bollitura delle foglie e delle radici era usato in particolare per la cura della pertosse. Le radici, che hanno proprietà astringenti, erano impiegate dagli antichi sudamericani per curare problemi intestinali come dissenteria e diarrea. I frutti, che contengono un alto valore di vitamina C, sono stati usati con successo in passato per la cura dello scorbuto. Un documento del 1771 raccomanda per questo scopo l'uso delle more per la cura di ulcere allo stomaco.
I nativi americani utilizzano inoltre i tralci della pianta di more per fabbricare delle corde, come pure sfruttavano i rovi per delimitare aree e nel contempo difenderle dagli animali per la presenza delle spine.

### Lo sviluppo della cultivar
La moderna ibridizzazione e cultivar ha avuto luogo perlopiù negli Stati Uniti. Nel 1880 un primo ibrido tra mora e lampone chiamato loganberry è stato sviluppato a Santa Cruz, in California, dal giudice ed orticultore James Harvey Logan. Una delle prime varietà di more senza spine è stata creata nel 1921, ma tale specie era perlopiù priva di gusto. Le cultivar senza spine di maggior successo si sono ottenuti negli anni '90 del Novecento con frutti più grandi, succosi e saporiti come per le varianti Triple Crown, Black Diamond, Black Pearl e Nightfall.

## Ecologia

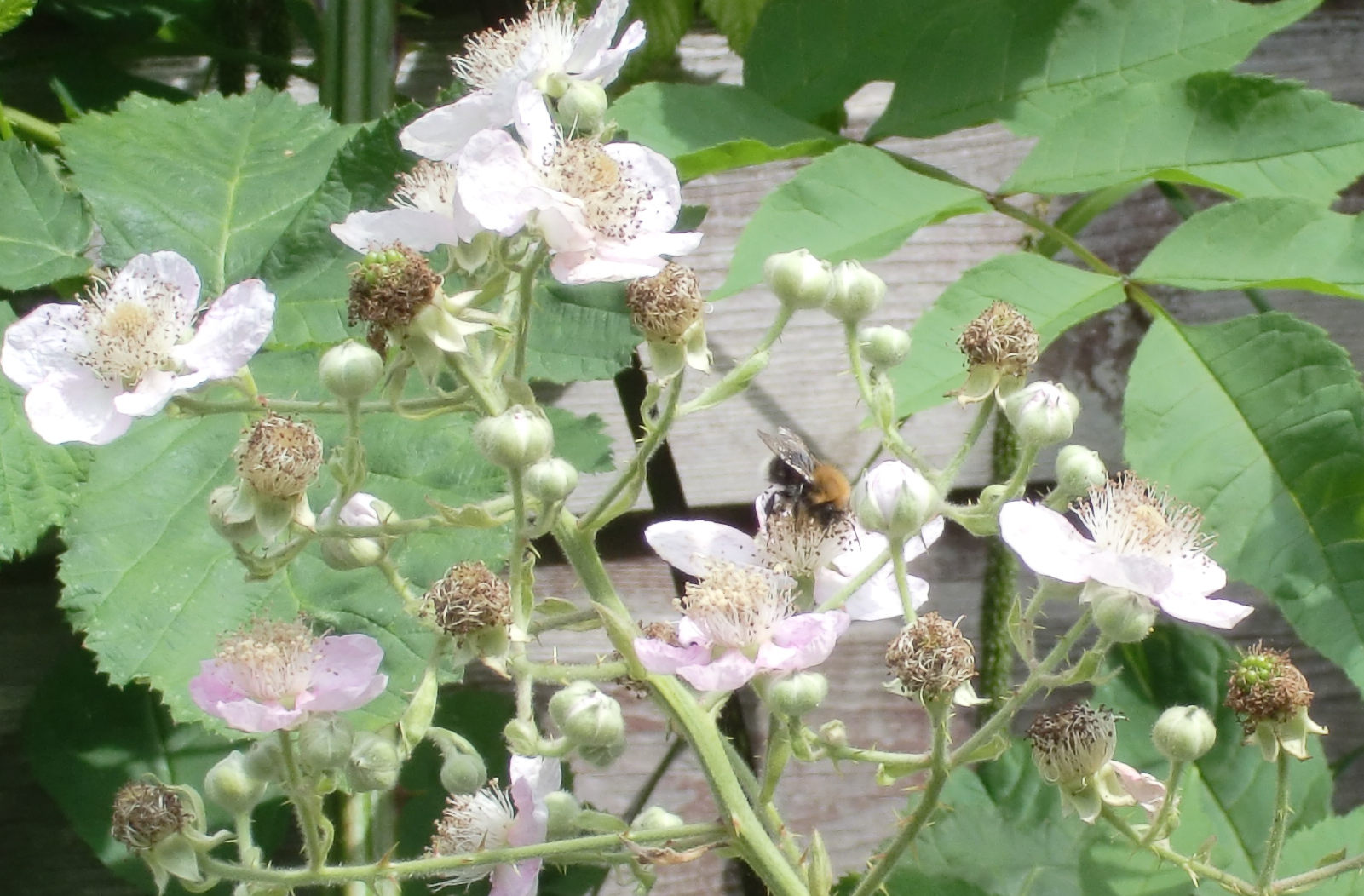
Un bombo (Bombus hypnorum) impollina delle more

Le foglie delle more sono tra i cibi principali di alcuni bruchi; alcuni animali brucanti, in particolare cervi, sono molto ghiotti delle foglie delle more. I bruchi dell'Oecophoridae Alabonia geoffrella si nutrono dei rami più giovani e teneri della pianta. Quando sono mature, le more vengono mangiate da alcuni mammiferi e i loro semi vengono dispersi con le feci, come nel caso della volpe rossa, l'orso bruno americano ed il tasso eurasiatico, oltre ad alcuni piccoli uccelli.

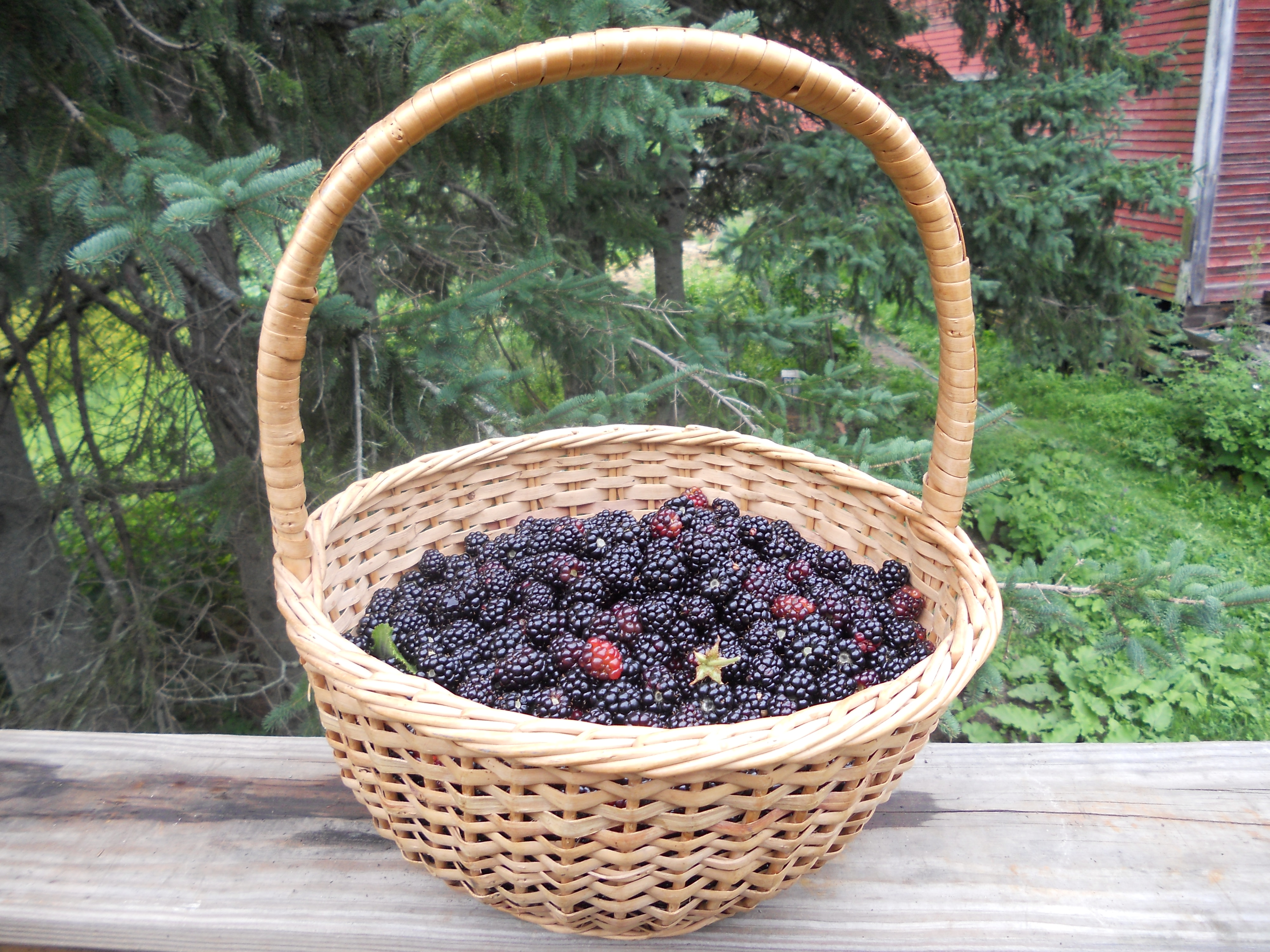
Cesto di more

Le more crescono in gran parte dell'Europa. Questi sono elementi importanti nell'ecologia di molti paesi, in particolare per la raccolta dei frutti. Ad ogni modo le piante sono considerate anche piante infestanti dal momento che si diffondono facilmente sia coi tralci che con le radici sotterranee. In alcune parti del mondo come Australia, Cile, Nuova Zelanda e parte nordorientale dell'America settentrionale, alcune specie di more, in particolare il Rubus armeniacus (mora himalayana) ed il Rubus laciniatus (mora sempreverde), sono state naturalizzate e considerate specie invasive e infestanti.
I frutti della mora sono di colore rosso prima di maturare, portando all'espressione popolare "le more sono rosse quando sono verdi".

## Coltivazione

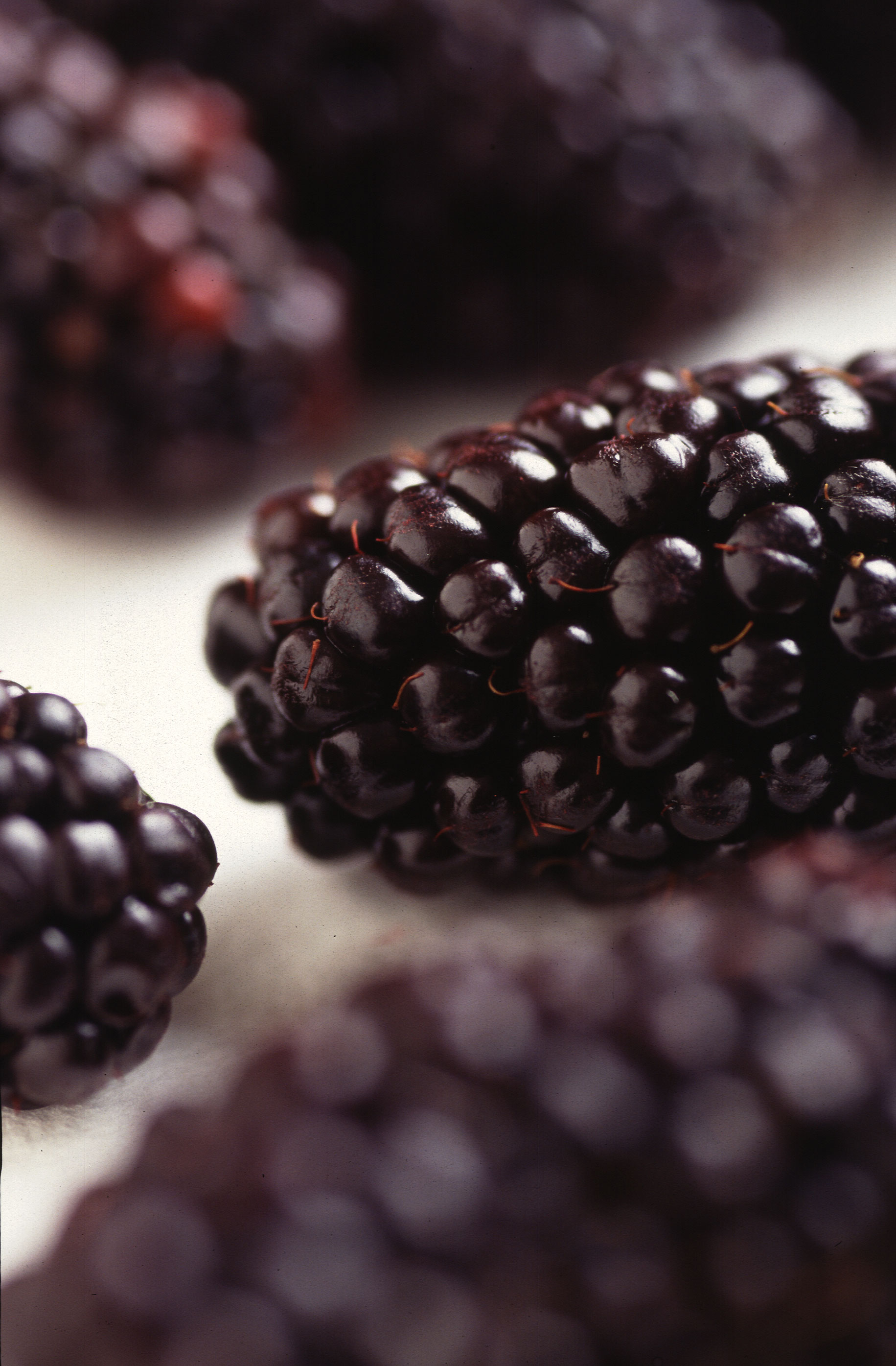
Una mora Black Butte

Nel mondo, il Messico è tra i principali produttori di more, con esportazioni principalmente per il mercato americano ed europeo. Sino al 2018, il mercato messicano produceva quasi esclusivamente dalla cultivar Tupy che cresceva particolarmente bene nella maggior parte delle regioni messicane. Negli Stati Uniti, l'Oregon è il principale stato produttore di more con una produzione di 19.300.000 chilogrammi su 2500 ettari nel 2017.
Numerose cultivar sono stati selezionate per le coltivazioni orticole ed amatoriali in Europa e negli Stati Uniti.

### Ibridi
La mora Marion (indicata talvolta come "marionberry") è una importante cultivar selezionato da un incrocio tra Chehalem e Ollallie.
Le cultivar più recenti hanno creato le varietà Black Diamond, Black Pearl e Nightfall oltre alle varianti Obsidian e Metolius. Il Black Diamond è oggi la cultivar più diffusa negli Stati Uniti. Altre specie sono la Newberry, il Waldo, il Siskiyou, il Black Butte, il Kotata, il Pacific ed il Cascade.

### Rampicanti
Le more rampicanti sono specie vigorose nella crescita e richiedono dei tralicci come supporti su cui crescere e svilupparsi e sono meno resistenti al freddo di altre specie. Esse sono particolarmente adatte per i climi del Nord America, del Regno Unito, della Nuova Zelanda, del Cile e paesi del Mediterraneo.

### Senza spine
Le prime varietà senza spine sono state sviluppate dal John Innes Centre a Norwich, nel Regno Unito, e successivamente a Beltsville, nel Maryland. Tra le cultivar più noti di questo tipo vi sono la Black Satin, la Chester Thornless, la Dirksen Thornless, la Hull Thornless, la Loch Maree, la Loch Ness, la Loch Tay, la Merton Thornless, la Smoothstem e la Triple Crown. La cultivar Cacanska Bestrna (detta anche Cacak Thornless) è stata sviluppata e coltivata con successo in Serbia.

### Erette
L'Università dell'Arkansas ha sviluppato delle cultivar di more erette. Queste sviluppano dei fusti meno vigorosi all'inizio della crescita della pianta e si sviluppano come dei lamponi. Vi sono varietà con spine e senza spine come la Navaho, la Ouachita, la Cherokee, la Apache, la Arapaho e la Kiowa. Sono di questo tipo anche le more da primocane fruttuoso come la Prime-Jan e la Prime-Jim (2004).

### Problematiche e malattie

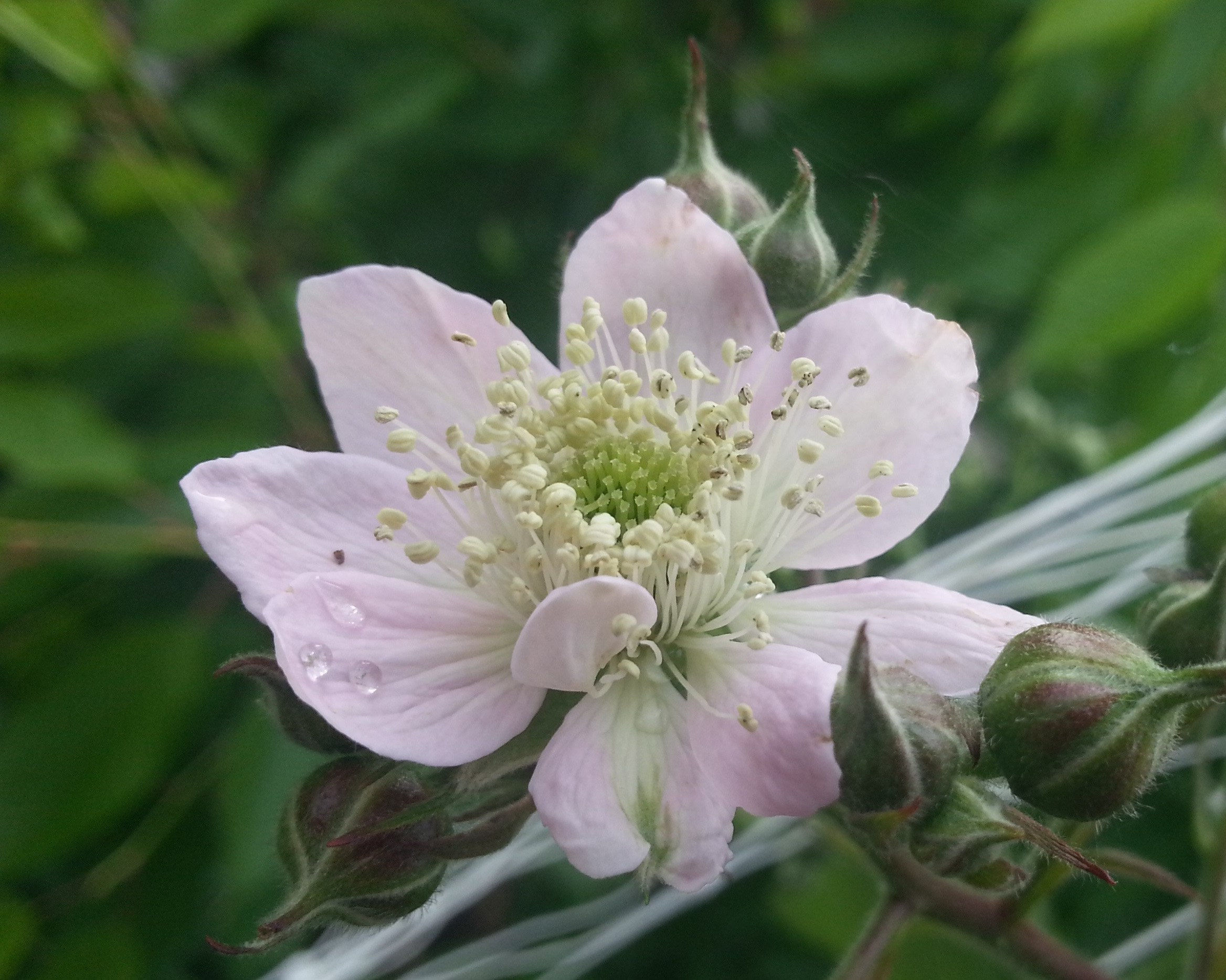
Fiore rosa chiaro di mora

Dal momento che le more appartengono al medesimo genere dei lamponi, presentano le medesime problematiche e malattie, incluso l'antracnosia che può causare anche la morte della pianta. I rimedi per i due generi di piante sono i medesimi come la tintura di Bordeaux, una combinazione di fango, acqua e solfato di rame.
La Drosophila suzukii può causare seri danni alle more. A differenza di altri moscerini che sono attratti da aceto o dalla fermentazione dei frutti, la D. suzukii attacca i frutti freschi, depositandovi all'interno le proprie uova. Le larve, crescendo, distruggono il frutto cibandosene e compromettendone quindi il proprio valore commerciale.
Altro insetto dannoso è l'Amphorophora rubi, conosciuto come afide della mora, che si ciba non solo di more ma anche di lamponi.
Il Byturus tomentosus, la Lampronia corticella e l'Anthonomus rubi sono altre specie infestanti delle more.

## Usi
Le more si usano per produrre diversi tipi di torte e confetture oltre al Brombeergeist, un liquore tedesco tipico della Foresta Nera.